# Rozanne Levine
Rozanne Levine (New York, 19 oktober 1945 – 18 juni 2013) was een Amerikaanse jazzklarinettiste, -componiste en fotografe.

## Biografie
Levine groeide op in The Bronx en leerde klarinet en gitaar spelen. Als klarinettiste trad ze op met het schoolorkest. Ze studeerde aan het New York University College of Arts and Sciences (graad in psychologie in 1972). Tegelijkertijd volgde ze klarinetlessen bij Perry Robinson. Eind jaren 1970 was ze klarinettiste in het Centering Music/Dance Ensemble van William Parker en Patricia Nicholson Parker. Sinds begin 1980 werkt ze ook samen met het Glass House Ensemble van de Amerikaanse saxofonist Mark Whitecage, met wie ze getrouwd was. Haar tweeling Diana en Perry Levine Whitecage werd geboren in 1975. In 1993 reactiveerde ze haar samenwerking met William Parker en werd ze lid van zijn Improvisors Collective. Tegelijkertijd richtte ze haar band Christal Clarinets op met Perry Robinson, Anthony Braxton en Joe Fonda. Bovendien speelde ze o.a. met Steve Swell, Jemeel Moondoc, Theo Jörgensmann en Gerry Hemingway. In het duo RoMarkable met Mark Whitcage improviseert ze ook voor zijn geluidssculpturen. Ze componeert voor haar ensemble Chakra Tuning en gebruikt haar eigen foto's als uitgangspunt voor collectieve improvisaties. In 1989 ontving ze de Commission Grant From The Painted Bride Art Center voor haar muzikale en fotografische werk.

## Overlijden
Rozanne Levine overleed in juni 2013 op 67-jarige leeftijd.

## Discografie
- 1979: Watching Paint Dry (Acoustics) – Rozanne Levine met Mark Whitecage, Gerry Hemingway, Joe Fonda en Mario Pavone
- 1981: Through the Acceptance of the Mystery Peace (Centering Records; opnieuw gepubliceerd als cd bij Eremite Records in 1998, 2003) – William Parker met Rozanne Levine, Billy Bang, Polly Bradfield, Tristan Honsinger, Dennis Charles, Charles Brackeen, Jemeel Moondoc e.a. (live-opnamen uit 1974, 1976, 1977 en 1979)
- ????: City and the Sea (Golden Deas) – Rozanne Levine met Zan Deas, Perry Robinson, Mark Whitecage, Chris en Dan Brubeck e.a.
- 2005: BushWacked – A Spoken Opera (Acoustics) – Mark Whitecage met Rozanne Levine, Scott Steele, Bill Larimer en Robert Mahaffay
- 2012: William Parker: Centering. Unreleased Early Recordings 1976–1987 (NoBusiness Records)
- 2005: Mark Whitecage & The Bi-Coastal Orchestra: BushWacked (Acoustics)